# آکادمیک پرس
آکادمیک پرس(نشر بین‌المللی آکادمیک) (به انگلیسی: Academic Press) ناشر کتاب‌های دانشگاهی در آمریکا است. این انتشاراتی در آغاز مستقل بود اما در سال ۱۹۶۹ توسط کمپانی هارکورت، بروس و ورلد خریده شد. با خریده شدن این کمپانی توسط رید الزویر در سال ۲۰۰۰ میلادی، آکادمیک پرس هم‌اکنون از جمله انتشارات زیرمجموعه الزویر به‌شمار می‌رود. موضوعات مورد چاپ آکادمیک پرس شامل موارد علمی گوناگونی چون مهندسی مخابرات، علم اقتصاد، دانش محیط زیست، تغذیه، علوم زیستی و غیره می‌شود.
در ایران نیز «انتشارات بین‌المللی آکادمیک» با بهره از هیئت امنایی متشکل از دانشمندان برجسته و چهره‌های ماندگار علوم ایران مانند؛ «پروفسور پرویز کردوانی و سایر دانشمندان عالی‌رتبه کشور» با مدیرمسئولی علیرضا احمدیان آغاز به کار نمود. یکی از اهداف مهم این انتشارات تبدیل کردن این سازمان نشر با بهره از نخبگان علمی و بزرگترین دانشمندان کشور به بزرگترین انتشارات جهان تا سال ۲۰۳۰ میلادی است تا از این ره آورد ایران به مانند برخی دوره‌های درخشان تاریخ علمی-فرهنگی خویش در اعصار گذشته، به زودی تبدیل به یکی از بزرگترین سازمانهای نشر علوم و کتب آکادمیک در جهان شود، گفتنی است سهام این انتشارات متعلق به تعداد کثیری از کارکنان، دانشجویان، فارغ التحصیلان دانشگاهی و استادان و مدرسان برجسته دانشگاهی است که در راستای توسعه و ارتقای تولید و نشر دانش فعالیت دارند.